# بئیکا
بئیکا (به لاتین: Biyka) یک منطقهٔ مسکونی در روسیه است که در جمهوری آلتای واقع شده‌است.